# ING
ING (hasta julio de 2017, ING Direct) es la marca de banca minorista de ING Bank NV, Sucursal en España, un banco perteneciente al grupo financiero neerlandés ING Group especializado en el modelo de banca directa o banca electrónica. Cuenta con 35,8 millones de clientes repartidos en 3 continentes.

## ING en España
ING opera en España desde 1999 como sucursal del grupo internacional y está, por lo tanto, sujeto a la supervisión del Banco de los Países Bajos. No obstante, está sujeto a la normativa del Banco de España y es miembro de la Asociación Española de Banca (AEB).
A cierre del último trimestre de 2013, ING Direct registró un resultado neto operativo de 3.255 millones de euros. Asimismo, el número de clientes de ING España se sitúa en 2.891.709.
El 20 de julio de 2017, respondiendo a una política estratégica de unificación de marcas locales, ING Direct cambió su denominación a ING.
En Antena 3, ING patrocina varios espacios desde el año 2021, principalmente Tierra Amarga (2021-2023) y Pecado Original (desde 2023), promocionando Préstamo Naranja, Hipotecas Naranja, entre otras.

## Estructura ING Bank NV Sucursal en España
- CEO para España & Portugal: Alfonso Tolcheff
- Director general de Banca para Particulares: Javier Montes
- Director general de Banca Corporativa y de Inversión: Alfonso Tolcheff
- Director general de Finanzas: Michael John Brederode
- Directora general de Tecnología: Rocío López Valladolid
- Director general de Recursos Humanos: Jose Amoretti
- Director general de Riesgos: Ronald Oort
- Directora general de operaciones: Rosario Aguilar

### Productos
El banco ING comenzó a operar en mayo de 1999 con un solo producto, una cuenta de ahorro llamada Cuenta Naranja, que no cobraba comisiones, que ofrecía una alta rentabilidad y con la que no era necesario cambiar de banco. Unos años más tarde, la entidad lanzó su Cuenta Nómina; hipotecas; productos de inversión como fondos y planes de pensiones; cuenta de valores y, más recientemente, seguros de vida.
Desde finales de 2010, el banco lanzó un proyecto de apertura de oficinas propias y actualmente cuenta con 28 oficinas repartidas por varias ciudades españolas: La Coruña, Vigo, Gijón, Oviedo, Santander, Bilbao, Zaragoza, Barcelona (3 oficinas), Palma de Mallorca, Valencia, Alicante, Salamanca, Valladolid, Madrid (4 oficinas), Móstoles, Las Rozas, Murcia, Sevilla, Cádiz, Málaga, Granada, Córdoba, Las Palmas de Gran Canaria y Santa Cruz de Tenerife.
En octubre de 2016, ING lanzó la app "Twyp Cash" (ahora "Twyp") que permitía en un principio solo a los cliente de dicho banco el poder sacar dinero desde establecimientos colaboradores. En la aplicación escribimos el dinero (en múltiplos de 10) que queramos retirar de algún establecimiento colaborador y se genera un código de barras que debe de pasar por el escáner de la caja, después de esto se da el dinero al cliente.